# Montaquila
Montaquila ist eine italienische Gemeinde (comune) mit 2282 Einwohnern (Stand 31. Dezember 2023) in der Provinz Isernia in der Region Molise. Die Gemeinde liegt etwa zehn Kilometer westsüdwestlich der Stadt Isernia am Fluss Volturno.

## Verkehr
Von Alfedena durch die Gemeinde nach Caiazzo führt die frühere Strada Statale 158 della Valle del Volturno. 